# P-Gruppen-Erzeugungs-Algorithmus
Der {\displaystyle p}-Gruppen-Erzeugungs-Algorithmus von Michael F. Newman und E. A. O’Brien ist innerhalb der algorithmischen Gruppentheorie ein rekursiver Prozess für die Konstruktion des Stammbaums einer vorgegebenen endlichen {\displaystyle p}-Gruppe, die als Wurzel des Baums dient.
Dabei sind endliche {\displaystyle p}-Gruppen endliche Gruppen mit Primpotenz-Ordnung {\displaystyle p^{n}}, für eine feste Primzahl {\displaystyle p} und veränderliche ganzzahlige Exponenten {\displaystyle n\geq 1}.
Dieser Algorithmus ist im Softwarepaket ANUPQ (Australian National University P-Quotient) der Computer-Algebra-Systeme GAP (Groups-Algorithms-Programming) und Magma implementiert. Er ist unentbehrlich für die vertiefte Erforschung von endlichen {\displaystyle p}-Gruppen, weil die SmallGroups Datenbank von H. U. Besche, B. Eick and E. A. O’Brien
für jede Primzahl {\displaystyle p} nur {\displaystyle p}-Gruppen mit Ordnungen bis zu einer von {\displaystyle p} abhängigen oberen Schranke {\displaystyle m(p)} enthält, beispielsweise {\displaystyle m(2)=2^{9}=512} für {\displaystyle p=2}, {\displaystyle m(3)=3^{8}=6561} für {\displaystyle p=3} und {\displaystyle m(5)=5^{7}=78125} für {\displaystyle p=5}. Alle {\displaystyle p}-Gruppen mit höherer Ordnung als {\displaystyle m(p)} müssen mit dem sehr leistungsfähigen und schnellen {\displaystyle p}-Gruppen-Erzeugungs-Algorithmus konstruiert werden, wobei für kleine Primzahlen {\displaystyle p=2,3} durchaus noch Ordnungen um {\displaystyle p^{100}} innerhalb der experimentellen Reichweite liegen.

## Untere Exponent-p-Zentralreihe
Für eine endliche {\displaystyle p}-Gruppe {\displaystyle G} ist die untere Exponent-{\displaystyle p}-Zentralreihe (kurz untere {\displaystyle p}-Zentralreihe) von {\displaystyle G} eine absteigende Reihe {\displaystyle (P_{j}(G))_{j\geq 0}} charakteristischer Untergruppen von {\displaystyle G} und wird rekursiv erklärt durch
{\displaystyle (1)\qquad P_{0}(G):=G} und {\displaystyle P_{j}(G):=\lbrack P_{j-1}(G),G\rbrack \cdot P_{j-1}(G)^{p}}, für {\displaystyle j\geq 1}.
Weil jede nicht-triviale endliche {\displaystyle p}-Gruppe {\displaystyle G>1} nilpotent ist, gibt es eine ganze Zahl {\displaystyle c\geq 1}, sodass der {\displaystyle c}-Term der Reihe, {\displaystyle P_{c-1}(G)>P_{c}(G)=1}, erstmals trivial wird, und diese Zahl {\displaystyle \mathrm {cl} _{p}(G):=c} wird als Exponent-{\displaystyle p}-Klasse (kurz {\displaystyle p}-Klasse) von {\displaystyle G} bezeichnet. Nur die triviale Gruppe {\displaystyle 1} hat die {\displaystyle p}-Klasse {\displaystyle \mathrm {cl} _{p}(1)=0}. Generell kann für eine endliche {\displaystyle p}-Gruppe {\displaystyle G} ihre {\displaystyle p}-Klasse als das Minimum {\displaystyle \mathrm {cl} _{p}(G):=\min \lbrace c\geq 0\mid P_{c}(G)=1\rbrace } definiert werden.
Die vollständige untere {\displaystyle p}-Zentralreihe von {\displaystyle G} ist daher gegeben durch
{\displaystyle (2)\qquad G=P_{0}(G)>\Phi (G)=P_{1}(G)>P_{2}(G)>\cdots >P_{c-1}(G)>P_{c}(G)=1},
weil {\displaystyle P_{1}(G)=\lbrack P_{0}(G),G\rbrack \cdot P_{0}(G)^{p}=\lbrack G,G\rbrack \cdot G^{p}=\Phi (G)} die Frattini Untergruppe von {\displaystyle G} ist.
Zum Vergleich und vor allem, um die verschobene Nummerierung hervorzuheben, sei erwähnt, dass die (gewöhnliche) untere Zentralreihe von {\displaystyle G} ebenfalls eine absteigende Reihe {\displaystyle (\gamma _{j}(G))_{j\geq 1}} charakteristischer Untergruppen von {\displaystyle G} ist und rekursiv definiert wird durch
{\displaystyle (3)\qquad \gamma _{1}(G):=G} und {\displaystyle \gamma _{j}(G):=\lbrack \gamma _{j-1}(G),G\rbrack }, für {\displaystyle j\geq 2}.
Analog wie oben existiert zu jeder nicht-trivialen endlichen {\displaystyle p}-Gruppe {\displaystyle G>1}
eine ganze Zahl {\displaystyle c\geq 1} sodass der {\displaystyle (c+1)}-Term der Reihe, {\displaystyle \gamma _{c}(G)>\gamma _{c+1}(G)=1}, erstmals trivial wird,
und diese Zahl {\displaystyle \mathrm {cl} (G):=c} wird die Nilpotenzklasse (kurz Klasse) von {\displaystyle G} genannt,
während {\displaystyle c+1} als Index der Nilpotenz von {\displaystyle G} bezeichnet wird.
Die triviale Gruppe {\displaystyle 1} hat als einzige den Nilpotenzindex {\displaystyle 1} und somit die Klasse {\displaystyle \mathrm {cl} (1)=0}.
Die untere Zentralreihe von {\displaystyle G} ist in ihrer Gesamtheit gegeben durch
{\displaystyle (4)\qquad G=\gamma _{1}(G)>G^{\prime }=\gamma _{2}(G)>\gamma _{3}(G)>\cdots >\gamma _{c}(G)>\gamma _{c+1}(G)=1},
weil {\displaystyle \gamma _{2}(G)=\lbrack \gamma _{1}(G),G\rbrack =\lbrack G,G\rbrack =G^{\prime }} die Kommutatoruntergruppe oder abgeleitete Untergruppe von {\displaystyle G} ist.
Die folgenden vier Rechenregeln sind für das Arbeiten mit der Exponent-{\displaystyle p} Klasse nützlich:
Es sei {\displaystyle G} eine endliche {\displaystyle p}-Gruppe.
R
1. Regel: {\displaystyle \mathrm {cl} (G)\leq \mathrm {cl} _{p}(G)}, weil die Terme {\displaystyle \gamma _{j}(G)} rascher absteigen als die {\displaystyle P_{j}(G)} (R1).
2. Regel: Ist {\displaystyle \vartheta \in \mathrm {Hom} (G,{\tilde {G}})}, mit irgendeiner Gruppe {\displaystyle {\tilde {G}}}, dann gilt {\displaystyle \vartheta (P_{j}(G))=P_{j}(\vartheta (G))}, für alle {\displaystyle j\geq 0} (R2).
3. Regel: Für {\displaystyle c\geq 0} implizieren die Bedingungen {\displaystyle N\triangleleft G} und {\displaystyle \mathrm {cl} _{p}(G/N)=c}, dass {\displaystyle P_{c}(G)\leq N} (R3).
4. Regel: Sei {\displaystyle c\geq 0}. Wenn {\displaystyle \mathrm {cl} _{p}(G)=c}, dann ist {\displaystyle \mathrm {cl} _{p}(G/P_{k}(G))=\min(k,c)}, für alle {\displaystyle k\geq 0}, speziell, {\displaystyle \mathrm {cl} _{p}(G/P_{k}(G))=k}, für alle {\displaystyle 0\leq k\leq c} (R4).

## Vorgänger und Stammbäume
Der (unmittelbare) Vorgänger {\displaystyle \pi (G)} einer endlichen nicht-trivialen {\displaystyle p}-Gruppe {\displaystyle G>1} mit Exponent-{\displaystyle p}-Klasse {\displaystyle \mathrm {cl} _{p}(G)=c\geq 1} ist definiert als der Quotient {\displaystyle \pi (G):=G/P_{c-1}(G)} von {\displaystyle G} nach dem letzten nicht-trivialen Term {\displaystyle P_{c-1}(G)>1} der unteren Exponent-{\displaystyle p}-Zentralreihe von {\displaystyle G}. Umgekehrt wird in diesem Fall {\displaystyle G} ein unmittelbarer Nachfolger von {\displaystyle \pi (G)} genannt. Die {\displaystyle p}-Klassen von Vorgänger und unmittelbarem Nachfolger sind verbunden durch die Beziehung {\displaystyle \mathrm {cl} _{p}(G)=\mathrm {cl} _{p}(\pi (G))+1}.
Ein Stammbaum ist eine hierarchische Struktur zur anschaulichen Visualisierung von Vorgänger-Nachfolger Relationen zwischen Isomorphieklassen endlicher {\displaystyle p}-Gruppen. Die Vertices (Knoten, Ecken) eines Stammbaums sind Isomorphieklassen von endlichen {\displaystyle p}-Gruppen. In Baum-Diagrammen wird jedoch ein Vertex stets durch Auswahl eines konkreten Repräsentanten der entsprechenden Isomorphieklasse etikettiert. Wenn ein Vertex {\displaystyle \pi (G)} der unmittelbare Vorgänger eines anderen Vertex {\displaystyle G} ist, so wird eine gerichtete Kante des Stammbaums definiert durch {\displaystyle G\to \pi (G)} in Richtung der kanonischen Projektion {\displaystyle \pi :G\to \pi (G)} auf den Quotienten {\displaystyle \pi (G)=G/P_{c-1}(G)}.
In einem Stammbaum können die Begriffe unmittelbarer Vorgänger und unmittelbarer Nachfolger folgendermaßen verallgemeinert werden.
Ein Vertex {\displaystyle R} ist ein Nachfolger eines Vertex {\displaystyle P},
und umgekehrt ist {\displaystyle P} ein Vorgänger von {\displaystyle R},
wenn entweder {\displaystyle R} mit {\displaystyle P} übereinstimmt
oder wenn ein Pfad
{\displaystyle (5)\qquad R=Q_{0}\to Q_{1}\to \cdots \to Q_{m-1}\to Q_{m}=P}, mit der Länge {\displaystyle m\geq 1},
von gerichteten Kanten von {\displaystyle R} zu {\displaystyle P} existiert. Die Vertices, welche den Pfad bilden, stimmen notwendigerweise überein mit den iterierten Vorgängern {\displaystyle Q_{j}=\pi ^{j}(R)} von {\displaystyle R}, wobei {\displaystyle 0\leq j\leq m}:
{\displaystyle (6)\qquad R=\pi ^{0}(R)\to \pi ^{1}(R)\to \cdots \to \pi ^{m-1}(R)\to \pi ^{m}(R)=P}, mit {\displaystyle m\geq 1}.
Sie können auch aufgefasst werden als die sukzessiven Quotienten {\displaystyle Q_{j}=R/P_{c-j}(R)} der p-Klasse {\displaystyle c-j} von {\displaystyle R}, wenn die p-Klasse von {\displaystyle R} gegeben ist durch {\displaystyle \mathrm {cl} _{p}(R)=c\geq m}:
{\displaystyle (7)\qquad R\simeq R/P_{c}(R)\to R/P_{c-1}(R)\to \cdots \to R/P_{c+1-m}(R)\to R/P_{c-m}(R)\simeq P}, wobei {\displaystyle c\geq m\geq 1}.
Insbesondere definiert jede nicht-triviale endliche {\displaystyle p}-Gruppe {\displaystyle G>1} einen maximalen Pfad, der aus {\displaystyle c=\mathrm {cl} _{p}(G)} gerichteten Kanten besteht,
{\displaystyle (8)\qquad G\simeq G/1=G/P_{c}(G)\to \pi (G)=G/P_{c-1}(G)\to \pi ^{2}(G)=G/P_{c-2}(G)\to \cdots }
{\displaystyle \cdots \to \pi ^{c-1}(G)=G/P_{1}(G)\to \pi ^{c}(G)=G/P_{0}(G)=G/G\simeq 1},
und in der trivialen Gruppe {\displaystyle \pi ^{c}(G)=1} endigt. Der vorletzte Quotient des Maximalpfades von {\displaystyle G} ist die elementar-abelsche {\displaystyle p}-Gruppe {\displaystyle \pi ^{c-1}(G)=G/P_{1}(G)\simeq C_{p}^{d}}, also der Frattini-Quotient vom Rang {\displaystyle d=d(G)}, wobei {\displaystyle d(G)=\dim _{\mathbb {F} _{p}}(H^{1}(G,\mathbb {F} _{p}))} den Generatoren-Rang (oder Erzeugenden-Rang) von {\displaystyle G} bezeichnet (Basissatz von Burnside).
Generell ist der Stammbaum {\displaystyle {\mathcal {T}}(G)} eines Vertex {\displaystyle G} der Teilbaum aller Nachfolger von {\displaystyle G}, beginnend an der Wurzel {\displaystyle G}.
Der maximal mögliche Stammbaum {\displaystyle {\mathcal {T}}(1)} der trivialen Gruppe {\displaystyle 1} enthält alle endlichen {\displaystyle p}-Gruppen und ist exzeptionell,
weil die triviale Gruppe {\displaystyle 1} die unendlich vielen elementar-abelschen {\displaystyle p}-Gruppen mit variablem Generatoren-Rang {\displaystyle d\geq 1} als ihre unmittelbaren Nachfolger besitzt.
Eine nicht-triviale endliche {\displaystyle p}-Gruppe (mit durch {\displaystyle p} teilbarer Ordnung) besitzt jedoch nur endlich viele unmittelbare Nachfolger.

## Einhüllendep-Gruppe,p-Multiplikator und Nucleus
Ist {\displaystyle G} eine endliche {\displaystyle p}-Gruppe mit {\displaystyle d} Erzeugenden, so möchte man in einem einzelnen Rekursionsschritt des {\displaystyle p}-Gruppen-Erzeugungs-Algorithmus eine vollständige Liste paarweise nicht-isomorpher unmittelbarer Nachfolger von {\displaystyle G} zusammenstellen. Es stellt sich heraus, dass sich alle unmittelbaren Nachfolger konstruieren lassen als Quotienten einer gewissen Erweiterung {\displaystyle G^{\ast }} von {\displaystyle G}, welche die einhüllende {\displaystyle p}-Gruppe ({\displaystyle p}-covering group) von {\displaystyle G} genannt und in folgender Weise definiert wird.
Es existiert stets eine Präsentation von {\displaystyle G} in Form einer exakten Sequenz
{\displaystyle (9)\qquad 1\longrightarrow R\longrightarrow F\longrightarrow G\longrightarrow 1},
wobei {\displaystyle F} die freie Gruppe mit {\displaystyle d} Erzeugern und {\displaystyle \vartheta :\ F\longrightarrow G} einen Epimorphism mit Kern {\displaystyle R:=\ker(\vartheta )} bezeichnet. Dann ist {\displaystyle R\triangleleft F} ein Normalteiler von {\displaystyle F}, der aus den definierenden Relationen für {\displaystyle G\simeq F/R} besteht. Für beliebige Elemente {\displaystyle r\in R} und {\displaystyle f\in F}, ist das konjugierte Element {\displaystyle f^{-1}rf\in R} und daher auch der Kommutator {\displaystyle \lbrack r,f\rbrack =r^{-1}f^{-1}rf\in R} in {\displaystyle R} enthalten. Folglich ist {\displaystyle R^{\ast }:=\lbrack R,F\rbrack \cdot R^{p}} eine charakteristische Untergruppe von {\displaystyle R}, und der {\displaystyle p}-Multiplikator {\displaystyle R/R^{\ast }} von {\displaystyle G} ist eine elementar-abelsche {\displaystyle p}-Gruppe, weil
{\displaystyle (10)\qquad \Phi (R)=\lbrack R,R\rbrack \cdot R^{p}\leq \lbrack R,F\rbrack \cdot R^{p}=R^{\ast }}.
Nun kann die einhüllende {\displaystyle p}-Gruppe von {\displaystyle G} definiert werden als Quotient
{\displaystyle (11)\qquad G^{\ast }:=F/R^{\ast }},
und die exakte Sequenz
{\displaystyle (12)\qquad 1\longrightarrow R/R^{\ast }\longrightarrow F/R^{\ast }=G^{\ast }\longrightarrow (F/R^{\ast })/(R/R^{\ast })\simeq F/R\simeq G\longrightarrow 1}
zeigt, dass {\displaystyle G^{\ast }} eine (Gruppen-)Erweiterung von {\displaystyle G} mittels des elementar-abelschen {\displaystyle p}-Multiplikators ist.
Man nennt
{\displaystyle (13)\qquad \mu (G):=\dim _{\mathbb {F} _{p}}(R/R^{\ast })}
den {\displaystyle p}-Multiplikator-Rang von {\displaystyle G}, der mit dem Relationen-Rang {\displaystyle r(G)=\dim _{\mathbb {F} _{p}}(H^{2}(G,\mathbb {F} _{p}))} von {\displaystyle G} übereinstimmt.
Unter der Annahme, dass die vorgegebene endliche {\displaystyle p}-Gruppe {\displaystyle G\simeq F/R} von der {\displaystyle p}-Klasse {\displaystyle \mathrm {cl} _{p}(G)=c\geq 1} ist,
dann implizieren die Bedingungen {\displaystyle R\triangleleft F} und {\displaystyle \mathrm {cl} _{p}(F/R)=c}, dass {\displaystyle P_{c}(F)\leq R} ist, gemäß Regel (R3),
und der Nucleus von {\displaystyle G} kann definiert werden durch
{\displaystyle (14)\qquad P_{c}(G^{\ast })=P_{c}(F/R^{\ast })=P_{c}(F)\cdot R^{\ast }/R^{\ast }\leq R/R^{\ast }}
als eine (ebenfalls elementar-abelsche) Untergruppe des {\displaystyle p}-Multiplikators.
Folglich ist der nukleare Rang
{\displaystyle (15)\qquad \nu (G):=\dim _{\mathbb {F} _{p}}(P_{c}(G^{\ast }))\leq \mu (G)}
von {\displaystyle G} durch den {\displaystyle p}-Multiplikator-Rang nach oben beschränkt.

## Erlaubte Untergruppen desp-Multiplikators
Auch weiterhin sei {\displaystyle G} eine endliche {\displaystyle p}-Gruppe mit {\displaystyle d} Erzeugenden.
Vorbereitungssatz.
Jede {\displaystyle p}-elementare abelsche zentrale Erweiterung
{\displaystyle (16)\qquad 1\to Z\to H\to G\to 1}
von {\displaystyle G} mit einer {\displaystyle p}-elementaren abelschen Untergruppe {\displaystyle Z\leq \zeta _{1}(H)} sodass {\displaystyle d(H)=d(G)=d}
ist ein Quotient der einhüllenden {\displaystyle p}-Gruppe {\displaystyle G^{\ast }} von {\displaystyle G}. ({\displaystyle \zeta _{1}(H)} bezeichnet das Zentrum von {\displaystyle H}.)
Beweis.
Wegen {\displaystyle d(H)=d(G)=d} existiert ein (von {\displaystyle \vartheta :\ F\to G} induzierter) Epimorphismus {\displaystyle \psi :\ F\to H}, sodass {\displaystyle \vartheta =\omega \circ \psi }, wobei {\displaystyle \omega :\ H\to H/Z\simeq G} die kanonische Projektion bezeichnet. Unter Verwendung aller Voraussetzungen ergibt sich
{\displaystyle R=\ker(\vartheta )=\ker(\omega \circ \psi )=(\omega \circ \psi )^{-1}(1)=\psi ^{-1}(\omega ^{-1}(1))=\psi ^{-1}(Z)}
und daher {\displaystyle \psi (R)=\psi (\psi ^{-1}(Z))=Z}. Ferner ist {\displaystyle \psi (R^{p})=\psi (R)^{p}=Z^{p}=1} trivial, weil {\displaystyle Z} als {\displaystyle p}-elementar angenommen wurde, und {\displaystyle \psi (\lbrack R,F\rbrack )=\lbrack \psi (R),\psi (F)\rbrack =\lbrack Z,H\rbrack =1}, weil {\displaystyle Z} zentral ist. Zusammengenommen folgt {\displaystyle \psi (R^{\ast })=\psi (\lbrack R,F\rbrack \cdot R^{p})=1} und somit induziert {\displaystyle \psi } den gewünschten Epimorphismus {\displaystyle \psi ^{\ast }:\ G^{\ast }\to H}, sodass sich {\displaystyle H\simeq G^{\ast }/\ker(\psi ^{\ast })} als Quotient von {\displaystyle G^{\ast }=F/R^{\ast }} darstellen lässt.
(Ende des Beweises.)
Insbesondere ist ein unmittelbarer Nachfolger {\displaystyle H} von {\displaystyle G} eine {\displaystyle p}-elementare abelsche zentrale Erweiterung
{\displaystyle (17)\qquad 1\to P_{c-1}(H)\to H\to G\to 1}
von {\displaystyle G}, weil aus {\displaystyle 1=P_{c}(H)=\lbrack P_{c-1}(H),H\rbrack \cdot P_{c-1}(H)^{p}} folgt, dass {\displaystyle P_{c-1}(H)^{p}=1} und {\displaystyle P_{c-1}(H)\leq \zeta _{1}(H)}, wobei {\displaystyle c=\mathrm {cl} _{p}(H)}.
Definition.
Eine Untergruppe {\displaystyle M/R^{\ast }\leq R/R^{\ast }} des {\displaystyle p}-Multiplikators von {\displaystyle G} wird als erlaubt bezeichnet, wenn
sie als Kern {\displaystyle M/R^{\ast }=\ker(\psi ^{\ast })} eines Epimorphismus {\displaystyle \psi ^{\ast }:\ G^{\ast }\to H}
auf einen unmittelbaren Nachfolger {\displaystyle H} von {\displaystyle G} gegeben ist.
Eine äquivalente Charakterisierung ist, dass {\displaystyle 1<M/R^{\ast }<R/R^{\ast }} eine echte Untergruppe ist, welche den Nucleus ergänzt
{\displaystyle (18)\qquad (M/R^{\ast })\cdot (P_{c}(F)\cdot R^{\ast }/R^{\ast })=R/R^{\ast }}.
Demnach ist der erste Teil des Vorhabens, eine vollständige Liste aller unmittelbaren Nachfolger von {\displaystyle G} zusammenzustellen, erledigt,
wenn alle erlaubten Untergruppen von {\displaystyle R/R^{\ast }} konstruiert sind, welche den Nucleus {\displaystyle P_{c}(G^{\ast })=P_{c}(F)\cdot R^{\ast }/R^{\ast }} ergänzen,
wobei {\displaystyle c=\mathrm {cl} _{p}(G)}. Im Allgemeinen wird aber die Liste
{\displaystyle (19)\qquad \lbrace F/M\quad \mid \quad M/R^{\ast }\leq R/R^{\ast }{\text{ ist erlaubt }}\rbrace },
wobei {\displaystyle G^{\ast }/(M/R^{\ast })=(F/R^{\ast })/(M/R^{\ast })\simeq F/M}, redundant sein,
infolge von gewissen Isomorphismen {\displaystyle F/M_{1}\simeq F/M_{2}} zwischen den unmittelbaren Nachfolgern.

## Orbits unter fortgesetzten Automorphismen
Zwei erlaubte Untergruppen {\displaystyle M_{1}/R^{\ast }} und {\displaystyle M_{2}/R^{\ast }} des {\displaystyle p}-Multiplikators {\displaystyle R/R^{\ast }} von {\displaystyle G} heißen äquivalent, wenn die Quotienten {\displaystyle F/M_{1}\simeq F/M_{2}},
also die entsprechenden unmittelbaren Nachfolger von {\displaystyle G}, isomorph sind.
Ein solcher Isomorphismus {\displaystyle \varphi :\ F/M_{1}\to F/M_{2}} zwischen unmittelbaren Nachfolgern von {\displaystyle G=F/R} mit {\displaystyle c=\mathrm {cl} _{p}(G)} hat die Eigenschaft, dass
{\displaystyle \varphi (R/M_{1})=\varphi (P_{c}(F/M_{1}))=P_{c}(\varphi (F/M_{1}))=P_{c}(F/M_{2})=R/M_{2}}.
Er induziert daher einen Automorphismus {\displaystyle \alpha \in \mathrm {Aut} (G)} von {\displaystyle G},
der fortgesetzt werden kann zu einem Automorphismus {\displaystyle \alpha ^{\ast }\in \mathrm {Aut} (G^{\ast })} der einhüllenden {\displaystyle p}-Gruppe {\displaystyle G^{\ast }=F/R^{\ast }} von {\displaystyle G}.
Die Einschränkung dieses fortgesetzten Automorphismus {\displaystyle \alpha ^{\ast }} auf den {\displaystyle p}-Multiplikator {\displaystyle R/R^{\ast }} von {\displaystyle G} ist durch {\displaystyle \alpha } eindeutig bestimmt.
Wegen der Beziehung {\displaystyle \alpha ^{\ast }(M/R^{\ast })\cdot P_{c}(F/R^{\ast })=\alpha ^{\ast }\lbrack M/R^{\ast }\cdot P_{c}(F/R^{\ast })\rbrack =\alpha ^{\ast }(R/R^{\ast })=R/R^{\ast }} induziert jeder fortgesetzte Automorphismus {\displaystyle \alpha ^{\ast }\in \mathrm {Aut} (G^{\ast })} eine Permutation {\displaystyle \alpha ^{\prime }} der erlaubten Untergruppen {\displaystyle M/R^{\ast }\leq R/R^{\ast }}. Man definiert {\displaystyle P:=\langle \alpha ^{\prime }\mid \alpha \in \mathrm {Aut} (G)\rangle } als die Permutationsgruppe, welche von allen durch Automorphismen von {\displaystyle G} induzierten Permutationen erzeugt wird. Dann ist die Abbildung {\displaystyle \mathrm {Aut} (G)\to P}, {\displaystyle \alpha \mapsto \alpha ^{\prime }} ein Epimorphismus
und die Äquivalenzklassen erlaubter Untergruppen {\displaystyle M/R^{\ast }\leq R/R^{\ast }} sind genau die Orbits erlaubter Untergruppen unter der Operation der Permutationsgruppe {\displaystyle P}.
Letztendlich wird das Ziel, eine vollständige und irredundante Liste {\displaystyle \lbrace F/M_{i}\mid 1\leq i\leq N\rbrace } aller unmittelbaren Nachfolger von {\displaystyle G} zusammenzustellen, erreicht, wenn man einen Repräsentanten {\displaystyle M_{i}/R^{\ast }} aus jedem der {\displaystyle N} Orbits erlaubter Untergruppen des {\displaystyle p}-Multiplikators {\displaystyle R/R^{\ast }} unter der Operation der Permutationsgruppe {\displaystyle P} auswählt. Das ist genau der Prozess, welchen der {\displaystyle p}-Gruppen-Erzeugungs-Algorithmus in einem Einzelschritt der rekursiven Prozedur für die Konstruktion des Stammbaums einer vorgegebenen Wurzel {\displaystyle G} durchführt.

## Erweiterbarep-Gruppen und Schrittweite
Eine endliche {\displaystyle p}-Gruppe {\displaystyle G} heißt erweiterbar, wenn sie zumindest einen unmittelbaren Nachfolger besitzt. Anderenfalls wird sie als terminal (oder Blatt) bezeichnet. Der nukleare Rang {\displaystyle \nu (G)} von {\displaystyle G} erlaubt eine Entscheidung über die Erweiterbarkeit von {\displaystyle G}:
- {\displaystyle G} ist genau dann terminal, wenn {\displaystyle \nu (G)=0}.
- {\displaystyle G} ist genau dann erweiterbar, wenn {\displaystyle \nu (G)\geq 1}.

Im Fall der Erweiterbarkeit besitzt {\displaystyle G=F/R} unmittelbare Nachfolger mit {\displaystyle \nu =\nu (G)} verschiedenen Schrittweiten {\displaystyle 1\leq s\leq \nu }, in Abhängigkeit vom Index {\displaystyle (R/R^{\ast }:M/R^{\ast })=p^{s}} der entsprechenden erlaubten Untergruppen {\displaystyle M/R^{\ast }} im {\displaystyle p}-Multiplikator {\displaystyle R/R^{\ast }}. Ist {\displaystyle G} von der Ordnung {\displaystyle \vert G\vert =p^{n}}, dann hat ein unmittelbarer Nachfolger der Schrittweite {\displaystyle s} die Ordnung {\displaystyle \#(F/M)=(F/R^{\ast }:M/R^{\ast })=(F/R^{\ast }:R/R^{\ast })\cdot (R/R^{\ast }:M/R^{\ast })} {\displaystyle =\#(F/R)\cdot p^{s}=\vert G\vert \cdot p^{s}=p^{n}\cdot p^{s}=p^{n+s}}.
Für das verwandte Phänomen der Multifurkation eines Stammbaums an einem Vertex {\displaystyle G} mit nuklearem Rang {\displaystyle \nu (G)\geq 2} siehe den Artikel über Stammbäume.
Der {\displaystyle p}-Gruppen-Erzeugungs-Algorithmus bietet die Flexibilität, die Konstruktion unmittelbarer Nachfolger auf jene mit einer einzelnen festen Schrittweite {\displaystyle 1\leq s\leq \nu } zu beschränken. Diese Freiheit ist sehr vorteilhaft im Fall von außergewöhnlich großen Anzahlen von Nachfolgern (siehe den nächsten Abschnitt).

## Anzahl der unmittelbaren Nachfolger
Man bezeichnet die Anzahl aller unmittelbaren Nachfolger, beziehungsweise der unmittelbaren Nachfolger der Schrittweite {\displaystyle s}, von {\displaystyle G} durch {\displaystyle N}, beziehungsweise {\displaystyle N_{s}}. Dann gilt also die Summenbeziehung {\displaystyle N=\sum _{s=1}^{\nu }\,N_{s}}. Es ist illustrativ, einige interessante endliche metabelsche {\displaystyle p}-Gruppen mit ausgedehnten Kollektionen unmittelbarer Nachfolger vorzustellen. Zur Identifikation der Gruppen verwendet man üblicherweise die SmallGroups Datenbank. Zusätzlich empfiehlt es sich, die Anzahlen {\displaystyle 0\leq C_{s}\leq N_{s}} der erweiterbaren unmittelbaren Nachfolger hervorzuheben, im üblichen Format {\displaystyle (N_{1}/C_{1};\ldots ;N_{\nu }/C_{\nu })}, das von aktuellen Implementierungen des {\displaystyle p}-Gruppen-Erzeugungs-Algorithmus in den Computer-Algebra Systemen GAP und MAGMA ausgegeben wird.
Zuerst sei {\displaystyle p=3}.
Die einfachsten Gruppen besitzen Kommutator-Quotienten des Typs {\displaystyle (3,3)}.
Siehe die Figur 4 im Artikel über Stammbäume.
- Die Gruppe {\displaystyle \langle 27,3\rangle } mit Koklasse {\displaystyle 1} hat die Ränge {\displaystyle \nu =2}, {\displaystyle \mu =4} und Nachfolgerzahlen {\displaystyle (4/1;7/5)}, {\displaystyle N=11}.
- Die Gruppe {\displaystyle \langle 243,3\rangle =\langle 27,3\rangle -\#2;1} mit Koklasse {\displaystyle 2} hat die Ränge {\displaystyle \nu =2}, {\displaystyle \mu =4} und Nachfolgerzahlen {\displaystyle (10/6;15/15)}, {\displaystyle N=25}.
- Einer ihrer unmittelbaren Nachfolger, die Gruppe {\displaystyle \langle 729,40\rangle =\langle 243,3\rangle -\#1;7}, hat die Ränge {\displaystyle \nu =2}, {\displaystyle \mu =5} und Nachfolgerzahlen {\displaystyle (16/2;27/4)}, {\displaystyle N=43}.

Im Gegensatz dazu befinden sich Gruppen mit Kommutator-Quotient des Typs {\displaystyle (3,3,3)} teilweise bereits jenseits des Bereichs der Berechenbarkeit.
- Die Gruppe {\displaystyle \langle 81,12\rangle } mit Koklasse {\displaystyle 2} hat die Ränge {\displaystyle \nu =2}, {\displaystyle \mu =7} und Nachfolgerzahlen {\displaystyle (10/2;100/50)}, {\displaystyle N=110}.
- Die Gruppe {\displaystyle \langle 243,37\rangle } mit Koklasse {\displaystyle 3} hat die Ränge {\displaystyle \nu =5}, {\displaystyle \mu =9} und Nachfolgerzahlen {\displaystyle (35/3;2783/186;81711/10202;350652/202266;\ldots )}, {\displaystyle N>4\cdot 10^{5}} unbekannt.
- Die Gruppe {\displaystyle \langle 729,122\rangle } mit Koklasse {\displaystyle 4} hat die Ränge {\displaystyle \nu =8}, {\displaystyle \mu =11} und Nachfolgerzahlen {\displaystyle (45/3;117919/1377;\ldots )}, {\displaystyle N>10^{5}} unbekannt.

Nun sei {\displaystyle p=5}.
Vergleichbare Gruppen mit Kommutator-Quotient des Typs {\displaystyle (5,5)} besitzen größere Anzahlen von Nachfolgern als jene mit {\displaystyle p=3}.
- Die Gruppe {\displaystyle \langle 125,3\rangle } mit Koklasse {\displaystyle 1} hat die Ränge {\displaystyle \nu =2}, {\displaystyle \mu =4} und Nachfolgerzahlen {\displaystyle (4/1;12/6)}, {\displaystyle N=16}.
- Die Gruppe {\displaystyle \langle 3125,3\rangle =\langle 125,3\rangle -\#2;1} mit Koklasse {\displaystyle 2} hat die Ränge {\displaystyle \nu =3}, {\displaystyle \mu =5} und Nachfolgerzahlen {\displaystyle (8/3;61/61;47/47)}, {\displaystyle N=116}.

## Schur-Multiplikator
Vermittelt durch den Isomorphismus {\displaystyle \mathbb {Q} /\mathbb {Z} \to \mu _{\infty }}, {\displaystyle {\frac {n}{d}}\mapsto \exp \left({\frac {n}{d}}\cdot 2\pi i\right)}, kann die Quotientengruppe {\displaystyle \mathbb {Q} /\mathbb {Z} =\left\lbrace {\frac {n}{d}}\cdot \mathbb {Z} \mid d\geq 1,\ 0\leq n\leq d-1\right\rbrace } als additives Analogon zur multiplikativen Gruppe {\displaystyle \mu _{\infty }=\lbrace z\in \mathbb {C} \mid z^{d}=1{\text{ für eine ganze Zahl }}d\geq 1\rbrace } aller Einheitswurzeln angesehen werden.
Ist {\displaystyle p} eine Primzahl und {\displaystyle G} eine endliche {\displaystyle p}-Gruppe mit Präsentation {\displaystyle G=F/R}, wie in einigen obenstehenden Abschnitten, dann wird die zweite Kohomologiegruppe {\displaystyle M(G):=H^{2}(G,\mathbb {Q} /\mathbb {Z} )} des {\displaystyle G}-Moduls {\displaystyle \mathbb {Q} /\mathbb {Z} } als Schur-Multiplikator von {\displaystyle G} bezeichnet. Dieser kann auch als Quotientengruppe {\displaystyle M(G)=(R\cap \lbrack F,F\rbrack )/\lbrack F,R\rbrack } interpretiert werden.
I. R. Shafarevich hat bewiesen, dass die Differenz zwischen dem Relationen-Rang {\displaystyle r(G)=\dim _{\mathbb {F} _{p}}(H^{2}(G,\mathbb {F} _{p}))} von {\displaystyle G} und dem Erzeugenden-Rang {\displaystyle d(G)=\dim _{\mathbb {F} _{p}}(H^{1}(G,\mathbb {F} _{p}))} von {\displaystyle G} durch die minimale Anzahl von Generatoren des Schur Multiplikators von {\displaystyle G} gegeben ist, also {\displaystyle r(G)-d(G)=d(M(G))}.
N. Boston und H. Nover
haben gezeigt, dass {\displaystyle \mu (G_{j})-\nu (G_{j})\leq r(G)},
für alle Quotienten {\displaystyle G_{j}:=G/P_{j}(G)} mit {\displaystyle p}-Klasse {\displaystyle \mathrm {cl} _{p}(G_{j})=j}, {\displaystyle j\geq 0},
einer pro-{\displaystyle p}-Gruppe {\displaystyle G} mit endlichem Kommutator-Quotienten {\displaystyle G/G^{\prime }}.
Ferner hat J. Blackhurst im Anhang On the nucleus of certain {\displaystyle p}-groups der Abhandlung von N. Boston, M. R. Bush und F. Hajir
bewiesen, dass eine nicht-zyklische endliche {\displaystyle p}-Gruppe {\displaystyle G} mit trivialem Schur-Multiplikator {\displaystyle M(G)=1}
ein terminaler Vertex im Stammbaum {\displaystyle {\mathcal {T}}(1)} der trivialen Gruppe {\displaystyle 1} ist,
das heißt, {\displaystyle M(G)=1} {\displaystyle \Rightarrow } {\displaystyle \nu (G)=0}.

### Beispiele
- Eine endliche {\displaystyle p}-Gruppe {\displaystyle G} hat genau dann eine ausgewogene Präsentation {\displaystyle r(G)=d(G)}, wenn {\displaystyle r(G)-d(G)=0=d(M(G))}, also genau dann, wenn ihr Schur-Multiplikator {\displaystyle M(G)=1} trivial ist. Eine solche Gruppe wird als Schur Gruppe (oder geschlossene Gruppe in der älteren Literatur) bezeichnet und sie muss ein Blatt im Stammbaum {\displaystyle {\mathcal {T}}(1)} sein.
- Eine endliche {\displaystyle p}-Gruppe {\displaystyle G} genügt genau dann der Bedingung {\displaystyle r(G)=d(G)+1}, wenn {\displaystyle r(G)-d(G)=1=d(M(G))}, also genau dann, wenn sie einen nicht-trivialen zyklischen Schur-Multiplikator {\displaystyle M(G)} besitzt. Eine solche Gruppe wird Schur+1 Gruppe genannt.